# Dumitru-Iulian Popescu
Dumitru-Iulian Popescu (n. 19 iunie 1962

) este un deputat român, ales în 2012 din partea Partidului Social Democrat.